# Леклерк, Даниэль
Даниэль Леклерк (фр. Daniel Leclercq; 4 сентября 1949, Трит-Сен-Леже — 22 ноября 2019, Сент-Люс) — французский футболист, тренер.
Выступал за французские клубы «Валансьен», «Марсель» и «Ланс». Сыграл более 350 матчей в высшем французском дивизионе. Чемпион Франции в составе «Марселя» (1970/71). Обладатель Суперкубка Франции (1971).
Тренерскую карьеру начал в клубе «Бовен» (Бовен), в дальнейшем тренировал «Валансьен» в Лиге 2 (с декабря 1986 по октябрь 1987 года), различные любительские команды. С 1992 года находился в системе клуба «Ланс», где возглавлял центр подготовки молодых футболистов «Ланса», работал со второй командой клуба. Перед началом сезона-1997/98 стал главным тренером «Ланса» и привёл его к победе в чемпионате Франции и финалу кубка, а через год — к выигрышу Кубка лиги. Тренер года во Франции (1997/98). В октябре 1999 года уволен за неудовлетворительные результаты.
В 2001 году возглавлял бельгийский «Ла-Лувьер». В декабре 2001 года выступил с обвинениями в коррупции в адрес бельгийского чемпионата, заявив, что «каждую неделю продаются и покупаются матчи, все знают об этом, но молчат», не приведя конкретных случаев или доказательств. Бельгийским футбольным союзом было принято решение провести расследование по данному вопросу, и Леклерк был вызван в Брюссель для дачи показаний. В 2006 году президент и юрист «Ла-Лувьера» были обвинены в махинациях, связанных с договорными матчами.
С июня 2003 года в течение двух лет — вновь главный тренер «Валансьена», игравшего к тому времени в третьей лиге, в сезоне 2004/05 «Валансьен» под руководством Леклерка выиграл третью лигу и вышел в Лигу 2. В 2008—2011 — спортивный (технический) директор клуба «Ланс». Затем вновь работал тренером на любительском уровне.
В июне-ноябре 2017 года — президент спортклуба «Дуэ» из Дуэ.